# Julia Archibald Holmes

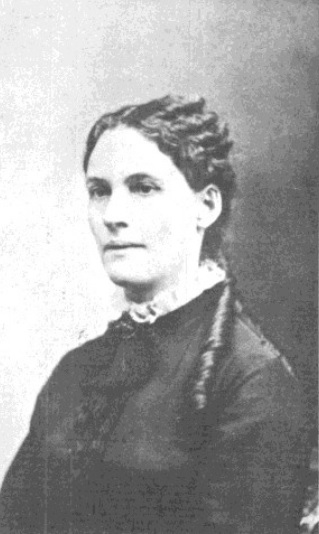
Julia Archibald Holmes

Julia Anna Archibald Holmes, född 15 februari 1838, död 19 januari 1887, var en kanadensisk-amerikansk suffragett, abolitionist och journalist. År 2014 blev hon postumt införd i Colorado Women's Hall of Fame.